# Alfonso Gesualdo
Alfonso Gesualdo, por vezes chamado de Alfonso Gesualdo de Conza (Calitri, 20 de outubro de 1540 - Nápoles, 14 de fevereiro de 1603) foi um cardeal napolitano, Deão do Sagrado Colégio dos Cardeais e arcebispo de Nápoles.

## Biografia
Era filho dos senhores de Gesualdo e condes de Conza, Luigi Gesualdo e Isabella Ferella. Era cunhado do cardeal Carlos Borromeu.

## Cardinalato
Foi criado cardeal no consistório de 26 de fevereiro de 1561 pelo Papa Pio IV, recebendo o barrete cardinalício e o título de Cardeal-diácono pro illa vice de Santa Cecília em 10 de março. Neste mesmo ano, passou a ser administrador apostólico de Conza. Em 22 de outubro de 1563, passa a ser cardeal-presbítero.

## Episcopado
Eleito arcebispo de Conza em 1 de março de 1564, foi consagrado em 23 de abril pelo Cardeal Francesco Pisani. Participou do conclave de 1565-1566, que elegeu o Papa Pio V. Foi governador da cidade de Amélia, em 7 de fevereiro de 1566, e novamente em 1578. Participou do conclave de 1572, que elegeu o Papa Gregório XIII. Optou pelo título de Santa Priscila em 17 de outubro de 1572. Renunciou ao governo da arquidiocese antes de 19 de novembro de 1572.
Passa ao título de Santa Anastácia em 9 de julho de 1578. Em 17 de agosto de 1579, passa ao título de S. Pietro in Vincoli. Em 5 de dezembro de 1580, assume o título de São Clemente.
Optou pela ordem dos cardeais-bispos e assume a sé suburbicária de Albano, em 4 de março de 1583. Torna-se Vice-protetor da Hungria em 16 de julho de 1584. Participou do conclave de 1585, que elegeu o Papa Sisto V. Torna-se Prefeito da S.C. dos Ritos, em 1585. Feito protetor de Portugal e das Duas Sicílias, ante a Santa Sé, no mesmo ano.
Opta pela suburbicária de Frascati em 2 de dezembro de 1587. Opta pela suburbicária de Porto e Santa Rufina em 2 de março de 1589, tornando-se vice-decano do Sacro Colégio dos Cardeais. Participou do primeiro conclave de 1590, que elegeu o Papa Urbano VII. Participou do segundo conclave de 1590, que elegeu o Papa Gregório XIV. Passa para a suburbicária de Óstia-Velletri, tornando-se o deão do Sacro Colégio dos Cardeais em 20 de março de 1591. Presidiu o conclave de 1591, que elegeu o Papa Inocêncio IX e o conclave de 1592, que elegeu o Papa Clemente VIII. Em 12 de fevereiro de 1596, é transferido para a Sé de Nápoles, mantendo a suburbicária de Óstia-Velletri.

## Conclaves
- Conclave de 1565–1566 - - participou da eleição do Papa Pio V
- conclave de 1572 - participou da eleição do Papa Gregório XIII
- conclave de 1585, participou da eleição do Papa Sisto V
- Conclave de setembro de 1590 - participou da eleição do Papa Urbano VII
- Conclave do outono de 1590 - participou da eleição do Papa Gregório XIV
- conclave de 1591 - participou como decano do Colégio dos Cardeais da eleição do Papa Inocêncio IX
- conclave de 1592 - participou como decano do Colégio dos Cardeais da eleição do Papa Clemente VIII